# منطقة إدارية خاصة
المنطقة الإدارية الخاصة هي تسمية لأحد أنواع التقسيم الإداري في الصين وتيمور الشرقية وإندونيسيا وكوريا الشمالية.

## الصين[1]
- مناطق جمهورية الصين الشعبية الإدارية الخاصة
  - هونغ كونغ
  - ماكاو

## تيمور الشرقية[2]
أوكوسي (Oecusse)

## إندونيسيا
يوغياكارتا

## كوريا الشمالية[3]
- منطقة سينويجو الإدارية الخاصة
- منطقة جبل كمغانغ السياحية